# 1943 en philosophie
Chronologie de la philosophie
- 1939
- 1940
- 1941
- 1942
- 1943
- 1944
- 1945
- 1946
- 1947

L’année 1943 a été marquée, en philosophie, par les événements suivants :

## Publications
- Les Mouches, de Jean-Paul Sartre.
- L'Être et le Néant, de Jean-Paul Sartre.
- L'Air et les Songes', de Gaston Bachelard.
- Lettres à un ami allemand, d'Albert Camus (publication de la première lettre).
- Essai sur quelques problèmes concernant le normal et le pathologique (1943), thèse d'exercice de Georges Canguilhem, rééditée sous le titre Le Normal et le Pathologique en 1966.

## Naissances
- 24 janvier : Janice Raymond, philosophe américaine en éthique médicale et en études de femmes.

## Décès
- 9 janvier : Anathon Aall, philosophe norvégien, né en 1867.
- 24 août : Simone Weil, philosophe française, née en 1909.